# Klaus, Feldkirch
Klaus là một đô thị thuộc huyện Feldkirch, Vorarlberg, Áo. Đô thị Klaus, Feldkirch có diện tích 5,24 km², dân số thời điểm năm 2006 là 3022 người.